# WWE The Great American Bash
WWE The Great American Bash a fost un eveniment pay-per-view anual de wrestling organizat în luna iulie de federația World Wrestling Entertainment. În trecut, evenimentul a fost organizat de promoția National Wrestling Alliance (NWA) și mai apoi de World Championship Wrestling (WCW). Conform biografiei lui Ric Flair, conceptul evenimentului a fost inventat de Dusty Rhodes.Acest PPV este cea mai mare petrecere a americi si este singurul PPV care nu trebuie platit ca sa il vezi la TV. Acest PPV a avut loc din 2004 pana in 2008, in 2009 sa chemat The Bash, dar sa considerat o continuare a acestuia.

## Istoric

### 2004
The Great American Bash 2004 a avut loc pe data de 27 iunie 2004. Evenimentul a avut loc în arena Norfolk Scope din Norfolk, Virginia.
Au avut loc următoarele meciuri:
- Meci Sunday Night HEAT: Spike Dudley l-a învins pe Jamie Noble (4:13)
  - Dudley l-a numărat pe Noble după un "Dudley Dog".
- John Cena i-a învins pe René Duprée, Booker T și Rob Van Dam într-un Elimination Fatal 4-way păstrându-și campionatul WWE United States Championship (15:52)
  - Cena l-a numărat pe Booker după un "FU".
- Luther Reigns (însoțit de Kurt Angle) l-a învins pe Charlie Haas (însoțit de Miss Jackie) (7:11)
  - Reigns l-a numărat pe Haas după un "Reign of Terror".
- Rey Mysterio l-a învins pe Chavo Guerrero păstrându-și campionatul WWE Cruiserweight Championship (19:40)
  - Mysterio l-a numărat pe Chavo cu un Roll up.
- Kenzo Suzuki l-a învins pe Billy Gunn (8:06)
  - Suzuki l-a numărat pe Gunn după un "Inverted headlock backbreaker".
- Sable a învins-o pe Torrie Wilson (6:06)
  - Sable a numărato pe Wilson cu un "Schoolgirl".
- Mordecai l-a învins pe Hardcore Holly (6:31)
  - Mordecai l-a numărat pe Holly după un "Crucifixion".
- John "Bradshaw" Layfield l-a învins pe Eddie Guerrero într-un Texas Bullrope match câștigând titlul WWE Championship (21:06)
  - JBL a câștigat după ce a atins cele patru colțuri a ringului.
- The Undertaker l-a învins pe The Dudley Boyz (Bubba Ray & D-Von) într-un "Concrete Crypt" Handicap Match (14:42)
  - Undertaker l-a numărat pe D-Von după un "Tombstone Piledriver".
  - După luptă, Undertaker a umplut pe Bearer cu ciment, care era încuiat într-o cameră de sticlă. Această prezentare a fost controversată deoarece a fost simulată moartea unei persoane prin televiziune.
  - Paul Bearer nu a fost cu adevărat la eveniment. WWE a înregistrat primele planuri de transport în interiorul criptelor cu 24 de ore înainte de PPV. În timpul PPV, a existat o dublă acțiune în criptă tot timpul. De aceea, audiența TV nu putea decât să vadă purtătorul și cripta înăuntru - din moment ce nu era acolo, nu puteau să arate nimănui pe ecran cu purtătorul.

### 2005
The Great American Bash 2005 a avut loc pe data de 24 iulie 2005. Evenimentul a avut loc în arena HSBC Arena din Buffalo, New York.
Au avut loc următoarele meciuri:
- Meci Sunday Night HEAT: Paul London l-a învins pe Nunzio păstrându-și campionatul WWE Cruiserweight Championship (2:33)
  - London l-a numărat pe Nunzio după un "London Calling".
- Heidenreich & Road Warrior Animal i-au învins pe MNM (Joey Mercury și Johnny Nitro) câștigând campionatele WWE Tag Team Championship (6:45)
  - Warrior Animal l-a numărat pe Mercury după un Doomsday Device.
- Booker T (însoțit de Sharmell) l-a învins pe Christian (11:37)
  - Booker l-a numărat pe Christian după un Scissors Kick de pe a doua cuardă.
- Orlando Jordan l-a învins pe Chris Benoit păstrându-și campionatul WWE United States Championship (14:23)
  - Jordan l-a numărat pe Benoit cu un Roll up după ce l-a trimis în colțul ringului fără protecție.
- The Undertaker l-a învins pe Muhammad Hassan (însoțit de Daivari) (8:04)
  - Undertaker l-a numărat pe Hassan după un Chokeslam.
- The Mexicools (Super Crazy, Juventud, y Psicosis) i-au învins pe The bWo (Big Stevie Cool, The Blue Meanie, y Hollywood Nova) (4:53)
  - Psicosis l-a numărat pe Stevie după un "Guillotine leg drop".
- Rey Mysterio l-a învins pe Eddie Guerrero (15:39)
  - Rey l-a numărat pe Eddie după un Inside Cradle.
- Melina a învins-o pe Torrie Wilson (cu Candice Michelle arbitru special) într-un Bra and Panties Match (3:53)
  - Melina a dezbrăcato pe Wilson câștigând lupta.
- John "Bradshaw" Layfield (însoțit de Orlando Jordan) a învins Campionul Mondial Batista prin descalificare (19:47)
  - Batista a fost descalificat după ce l-a lovit pe JBL cu un scaun.
  - În timpul luptei, Jordan a intervenit în favoarea lui JBL.
  - După meci, Batista i-a aplicat un Batista Bomb lui JBL și i-a atacat pe ambii cu un scaun.

### 2006
The Great American Bash 2006 a avut loc pe data de 23 iulie 2006. Evenimentul a avut loc în arena Conseco Fieldhouse din Indianapolis, Indiana.
Au avut loc următoarele meciuri:
- Dark match: Funaki l-a învins pe Simon Dean
  - Funaki l-a numărat pe Dean după un "Small package".
- Paul London și Brian Kendrick i-au învins pe The Pitbulls (Jamie Noble & Kid Kash) păstrându-și campionatele WWE Tag Team Championship (13:28)
  - Kendrick l-a numărat pe Kash după o combinație de "Sunset flip" a lui Kendrick și un "Dropsault" a lui London.
- Finlay l-a învins pe William Regal păstrându-și campionatul WWE United States Championship (13:49)
  - Finlay l-a numărat pe Regal după ce l-a lovit cu gheata sa.
- Campionul Cruiserweight Gregory Helms l-a învins pe Matt Hardy (11:43)
  - Helms l-a numărat pe Hardy cu un "Roll-Up", ținândul de pantaloni.
- The Undertaker l-a învins pe Big Show într-un Punjabi Prision Match (21:35)
  - Undertaker a câștigat după ce a ieșit din structură.
  - Acesta a fost primul meci Punjabi Prision Match în WWE.
- Ashley Massaro l-ea învins pe Kristal Marshall, Jillian Hall și Michelle McCool într-un Fatal Four-Way Bra and Panties Match (5:17)
  - Ashley a câștigat dezbrăcândo pe Kristal.
- Mr. Kennedy l-a învins pe Batista prin descalificare (8:38)
  - Batista a fost descalificat după ce a refuzat să retragă o "Corner foot choke" lui Kennedy.
- King Booker (însoțit de Queen Sharmell) l-a învins pe Rey Mysterio câștigând campionatul WWE World Heavyweight Championship (16:46)
  - Booker l-a numărat pe Mysterio după ce Chavo Guerreo l-a lovit cu un scaun.

### 2008
The Great American Bash 2008 a avut loc pe data de 20 iulie 2008. Evenimentul a avut loc în arena Nassau Coliseum din Uniondale, New York.
Au avut loc următoarele meciuri:
- Dark match: Umaga l-a învins pe Mr. Kennedy (4:00)
  - Umaga l-a numărat pe Kennedy după un "Samoan Spike".
- Zack Ryder & Curt Hawkins i-au învins pe John Morrison & The Miz (c), Finlay & Hornswoggle și Jesse & Festus câștigând campionatele WWE Tag Team Championship (9:05)
  - Hawkins l-a numărat pe Jesse după ce l-a aruncat de pe colț.
- Shelton Benjamin l-a învins pe Matt Hardy păstrându-și campionatul WWE United States Championship (9:33)
  - Benjamin l-a numărat pe Matt după un "Paydirt".
- Mark Henry (însoțit de Tony Atlas) l-a învins pe Tommy Dreamer (însoțit de Colin Delaney) (5:29)
  - Henry l-a numărat pe Dreamer după un "World's Strongest Slam".
- Chris Jericho l-a învins pe Shawn Michaels (18:18)
  - Jericho a câștigat meciul după ce arbitrul a oprit lupta după ce Michaels a început să sângereze excesiv.
- Michelle McCool a învins-o pe Natalya câștigând campionatul WWE Divas Championship (4:41)
  - McCool a făcuto pe Natalya să cedeze cu un "Heel Hook".
- Campionul Mondial CM Punk vs Batista a încheiat într-o dublă descalificare (11:10)
  - Arbitrul a decis să îi descalifice pe ambi după ce Kane l-a atacat pe Batista cu un "Big Boot" și pe Punk cu un "Chokeslam".
- John "Bradshaw" Layfield l-a învins pe John Cena într-un NYC Parking Lot Brawl (14:36)
  - JBL l-a numărat pe Cena după ce l-a aruncat pe parbrizul unei mașini.
- Triple H l-a învins pe Edge păstrându-și campionatul WWE Championship (16:48)
  - Triple H l-a numărat pe Edge după un "Pedigree".

### The Bash (2009)
Ediția din 2009 a fost programată pentru duminică, 28 iunie, în Sacramento, California, dar cu câteva luni înainte de eveniment, numele a fost schimbat în The Bash, abandonând conceptul anterior The Great American Bash. Cu toate acestea, evenimentul este oficial considerat o continuare, nu un eveniment complet diferit.